# Mixosaurus
Mixosaurus is een geslacht van uitgestorven ichthyosauriërs uit het Midden-Trias (Anisien tot Ladinien, ongeveer 250-240 miljoen jaar geleden).
De eerste fossielen zijn in de eerste helft van de negentiende eeuw gevonden in de buurt van de grens tussen Italië en Zwitserland. Het geslacht kreeg in 1887 zijn naam die zoiets als 'gemengde sauriër' betekent. Het dier leek namelijk wel wat op latere ichthyosauriërs maar had ook 'primitieve' kenmerken. Mixosaurus omvat minstens één geldige soort: Mixosaurus cornalianus, die in 1886 als eerste beschreven werd. Er zijn echter veel meer soorten benoemd. Vroeger werd Mixosaurus daarom beschouwd als het meest voorkomende geslacht van ichthyosauriërs uit het Trias, waarvan fossielen over de hele wereld waren gevonden, waaronder zuidelijk China, Timor, Spitsbergen en Canada, evenals Alaska en Nevada in de Verenigde Staten. De meeste van die soorten zijn later of benoemd als aparte geslachten of afgewezen omdat ze gebaseerd waren op te slecht fossiel materiaal. Van M. cornalianus zijn echter honderden exemplaren gevonden, meer dan van enige andere ichthyosauriër uit het Trias. Toen het eenmaal lukte de platgedrukte fossielen te begrijpen, kregen onderzoekers een goed beeld van de bouw van het dier.
Mixosaurus is een relatief kleine ichthyosauriër, niet veel meer dan een meter lang en vier kilogram zwaar. Hij heeft een spitse snuit en een vrij kleine schedel met grote ogen. Zijn romp is dikker en draagt een rugvin. De staart is matig lang en eindigt in een lage staartvin. Met die staart stuwde het dier zich voort in het water. In de snuit staan vooraan spitse tanden in een groeve. Daarmee werden glibberige prooien gegrepen zoals vissen en inktvissen. Achter in de kaken staan meer stompe tanden. Daarmee konden schelpdieren gekraakt worden. Er liggen twee langwerpige gepaarde holten op het schedeldak, een van de meest onderscheidende kenmerken van Mixosaurus. Die boden ruimte aan sterke sluitspieren van de onderkaken om hard voedsel te kraken.
Mixosaurus bewoonde warme ondiepe kustwateren. Misschien dook hij niet al te diep maar zijn ogen waren wel al vrij groot. Hij was geen typische bewoner van de open oceanen. Toch toonde hij al aanpassingen voor een actief leven in de zee. Hij benaderde de bouw van latere ichthyosauriërs door een grotere kop, kortere nek, gedrongen romp en kortere staart.
Mixosaurus wordt met zijn naaste verwanten, waaronder een aantal vroegere mixosaurussoorten, in de Mixosauridae geplaatst. Dat was in het middelste Trias een succesvolle groep met een ruime verspreiding.

## Naamgeving

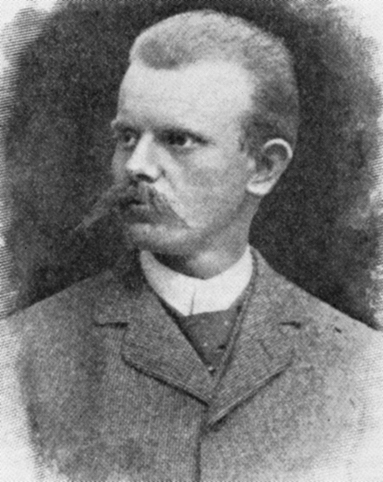
Baur

Het geslacht werd in 1887 benoemd door de Duits-Amerikaanse paleontoloog George H. Baur. De naam betekent 'gemengde hagedis' en is gekozen omdat het een overgangsvorm lijkt te zijn tussen de palingvormige ichthyosauriërs zoals Cymbospondylus en de latere dolfijnachtige Ichthyosaurus. Baur benoemde Mixosaurus als een nieuw geslacht omdat zijn voorvin van die van Ichthyosaurus verschilde door het behouden van langgerekte onderarmbotten.

### Soorten
Er zijn twee soorten Mixosaurus die momenteel algemeen worden erkend: Mixosaurus cornalianus en Mixosaurus kuhnschnyderi. Ze delen veel vergelijkbare kenmerken in de schedel en postcrania met de belangrijkste verschillen in de morfologie van het gebit. Voorbeelden van de tandvariatie zijn de omvang van de tandgroef in de bovenkaak, de vorm en grootte van de tanden en het aantal rijen tanden.
Eerdere moderne auteurs wezen aan het geslacht andere soorten toe, waaronder M. atavus (Quenstedt, 1852), M. callawayi Schmitz et alii, 2004, M. xindianensis Chen & Cheng, 2010 en M. yangjuanensis Liu & Yin, 2008.

#### Mixosaurus cornalianus

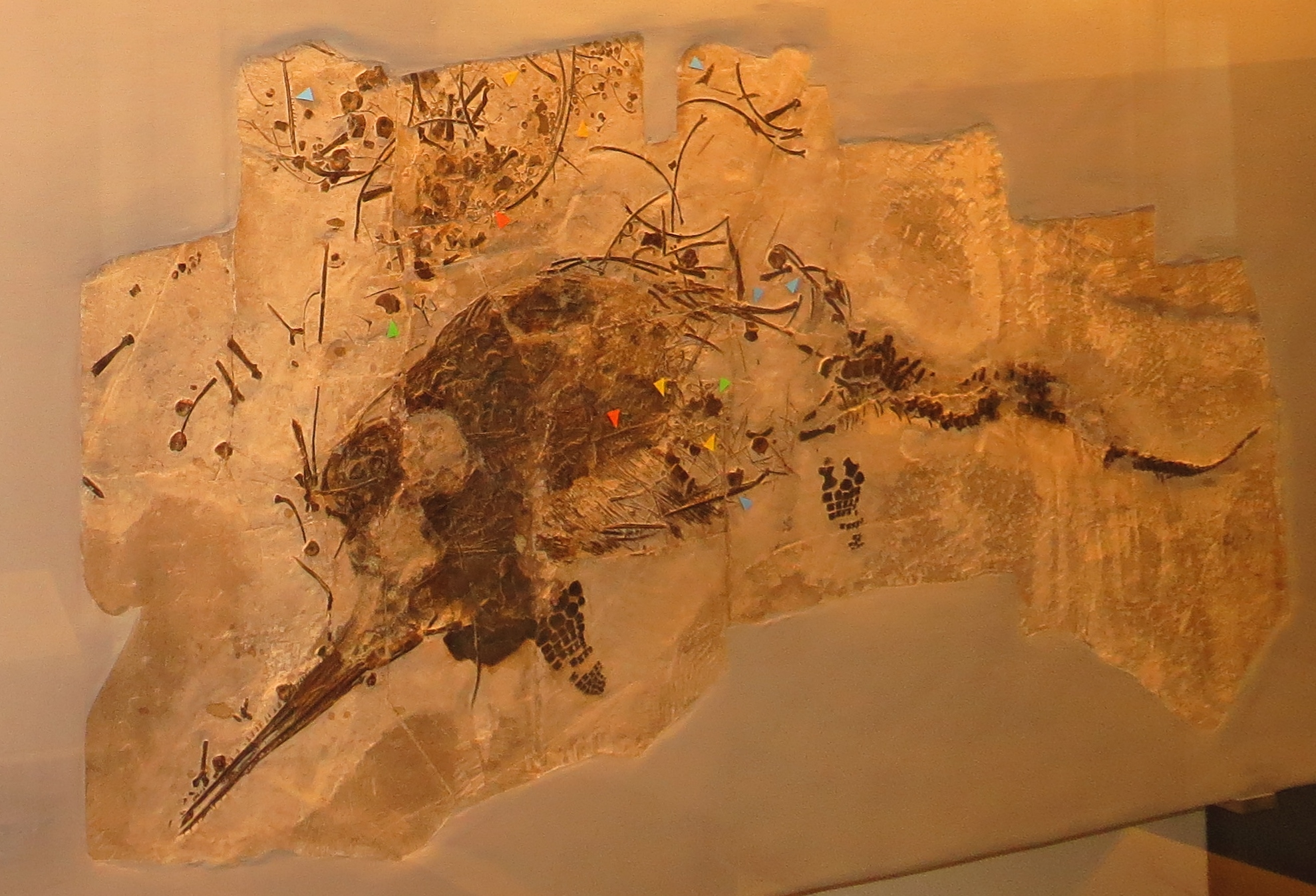
Wijfje met embryo's in Zürich

In 1847 meldde de geoloog Giulio Curioni dat zich in zijn uitgebreide collectie ook ichthyosauriërfossielen bevonden, gevonden aan de Zwitserse grens. Het Museo di Storia Naturale di Milano zond verschillende expedities uit om meer materiaal te bergen. In 1886 benoemde Francesco Bassani een Ichthyosaurus cornalianus. De soortaanduiding eerde de natuurvorser Emilio Cornalia, conservator van het natuurhistorisch museum van Milaan. In 1887 maakte Baur hier een apart geslacht Mixosaurus van. De oorspronkelijke Ichthyosaurus cornalianus is daar de typesoort van.

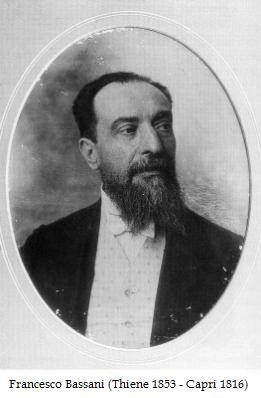

Bassani baseerde zijn soort op tamelijk slecht materiaal uit Besano, wat stukken kaak, hoewel er veel betere fossielen beschikbaar kwamen. Daarbij werd het typemateriaal vernietigd toen tijdens de Tweede Wereldoorlog Milaan gebombardeerd werd. Eind twintigste eeuw werd onderkend dat dit alles Mixosaurus tot een nomen dubium zou maken. In 1999 werd door het ICZN een neotype aangewezen in Opinio 1977: specimen PIMUZ 2420, een skelet met schedel en drie embryo's in de collectie van het paleontologisch instituut van het museum van de Universiteit van Zürich. Al deze materialen kwamen uit de Besanoformatie.
Honderden exemplaren van Mixosaurus cornalianus zijn gevonden in het Midden-Trias van Monte San Giorgio en de Tessin-gebieden op de grens van Italië en Zwitserland. Mixosaurus cornalianus is de enige ichthyosauriër uit het Trias waarvan volledige en in verband liggende skeletten zijn gevonden. Veel exemplaren zijn verzameld, maar Mixosaurus cornalianus werd lange tijd niet goed bestudeerd; dit komt omdat alle bekende exemplaren zijn samengedrukt tijdens het conserveringsproces. Pas eind twintigste eeuw kwam daar verandering in door studies van het skelet door Ryosuke Motani, die speciale technieken ontwikkelde om platgedrukte fossielen digitaal te reconstrueren. De beste exemplaren uit Zwitserland waren daarbij slechts beperkt toegankelijk voor buitenlandse onderzoekers omdat de Zwitsers zich beriepen op het privilege hun vondsten zelf te beschrijven, wat een traag proces bleek. Pas eind twintigste eeuw werden belangrijke studies gepubliceerd. Na 1975 begon het Milanese museum ook weer opgravingen te verrichten, wat vooral in de eenentwintigste eeuw veel goede stukken opleverde, met name uit de Sasso Caldo-vindplaats. De specimina omvatten ook veel jonge individuen en soms resten van de weke delen zoals de huid en ingewanden.

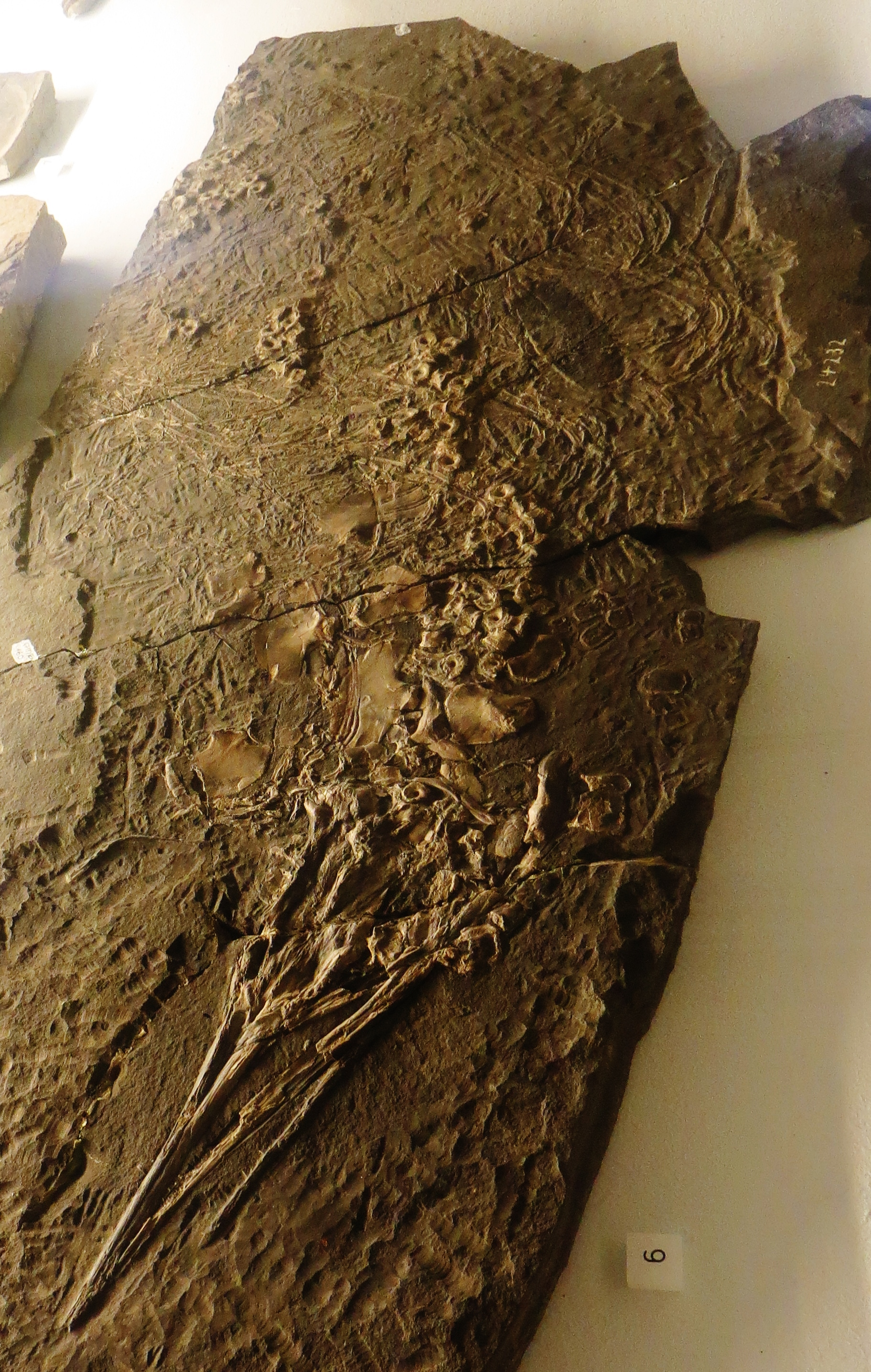
De exemplaren zijn vaak lastig te interpreteren

Mixosaurus cornalianus heeft een sagittale kam op de kruin, geassocieerd met de voorste uitbreiding van de bovenste slaapvensters. Dit geeft aan dat het dier uitzonderlijk sterke kaakspieren had.

#### Mixosaurus hectori
In 1874 had James Hector, de directeur van de Geological Survey and Colonial Museum in Wellington, een Ichthyosaurus australis benoemd op basis van een wervellichaam gevonden op Mount Potts, op het zuidelijk eiland van Nieuw-Zeeland. Deze naam bleek echter al bezet door Ichthyosaurus australis McCoy 1867. In 1876 veranderde Hector de naam daarom in Eosaurus australis. In 1886 benoemde hij ander materiaal als een Ichthyosauris pottsi. In 1889 meende Richard Lydekker dat dit alles één soort vertegenwoordigde van Mixosaurus. Om verwarring met Ichthyosaurus australis te voorkomen benoemde hij die als Mixosaurus hectori. Naar huidige normen heeft de soortaanduiding australis echter prioriteit. Daarbij wordt deze meestal als een nomen dubium beschouwd, mede omdat het holotype zoek is, zodat er geen 'Mixosaurus australis' erkend hoeft te worden.

#### Mixosaurus major
In 1891 benoemde Eberhard Fraas een Mixosaurus major, 'de grotere'. In 2003 zag Christopher Gowan dit als een nomen dubium.

#### Ichthyosaurus (Mixosaurus) polaris
In 1895 maakte Dames van Ichthyosaurus polaris Hulke 1873 een Ichthyosaurus (Mixosaurus) polaris, dus een ondergeslacht. Dit heeft geen navolging gevonden. In 1910 werd dit het aparte geslacht Pessosaurus.

#### Mixosaurus helveticus,Mixosaurus intermediusenMixosaurus atavus
In 1916 benoemde Friedrich von Huene een Mixosaurus helveticus. De soortaanduiding verwijst naar Zwitserland. Tegelijkertijd benoemde hij een Mixosaurus intermedius, de 'tussenliggende'. Christopher McGowan stelde in 2003 dat beide nomina dubia zouden zijn.
Ook in 1916 hernoemde Von Huene Ichthyosaurus atavus Quenstedt 1852, tot een Mixosaurus atavus. In 1998 werd dit het aparte geslacht Contectopalatus. Motani bleef dit echter zien als een mixosaurussoort. Specimen BMPI 5180 is een van de best bewaarde mixosauride schedels.

#### Mixosaurus nordenskioldii,Mixosaurus natans,Mixosaurus fraasi,Mixosaurus longirostrisenMixosaurus callawayi
In 1910 benoemde Carl Wiman een Mixosaurus nordenskioldii. In 1999 werd deze soort ondergebracht in Phalarodon; het is mogelijk een nomen dubium. Een gedeelte van de aan deze soort toegewezen fossielen bleken echter een apart taxon te vormen. In 2004 werd dat benoemd als Mixosaurus callawayi. De soortaanduiding eerde wijlen Jack Callaway, welke de moderne fylogenie van ichthyosauriërs op poten had gezet. Het holotype is specimen  CMC VP 7275, een schedel gevonden in de Favret Canyon, Pershing County, Nevada. Sommige onderzoekers zien deze soort echter als een Phalarodon callawayi.
Wiman hernoemde in 1910 ook Cymbospondylus (?) natans tot een Mixosaurus natans. Dit wordt tegenwoordig gezien als een jonger synoniem van Phalarodon fraasi. McGowan hernoemde deze laatste soort in 1972 tot een Mixosaurus fraasi. Dit wordt tegenwoordig als onjuist beschouwd. Hij hernoemde meteen Grippia longirostris tot een Mixosaurus longirostris. Ook dat vindt geen instemming meer.

#### Mixosaurus timorensis
In 1931 benoemde Ferdinand Broili een Mixosaurus timorensis. De soortaanduiding verwijst naar de herkomst uit Timor. Deze soort wordt tegenwoordig als een nomen dubium beschouwd.

#### Mixosaurus? maotaiensis
In 1962 benoemde Yang Zhongjian een Mixosaurus? maotaiensis. Het vraagteken geeft al aan dat hij niet zeker was van deze indeling. In 2005 werd dit het aparte geslacht Barracudasaurus, wellicht een nomen dubium.

#### Mixosaurus kuhnschnyderi
In 1998 benoemde Brinkmann een Sangiorgiosaurus kuhnschnyderi. De geslachtsnaam verwijst naar de Monte San Giorgio. De soortaanduiding eert Emil Kuhn-Schnyder. Het holotype is PIMUZ T1324. Deze soort is duidelijk nauw aan M. cornalianus verwant en wordt daarom meestal als een Mixosaurus kuhnschnyderi beschouwd hoewel men naar keuze een apart geslacht kan erkennen. Dit onderscheidt zich door het bezit van drie of vier heel kleine stompe tanden in de onderkaak.

#### Mixosaurus guanlingensis
In 2000 werd Qianichthyosaurus Lichun, 1999 hernoemd tot een Mixosaurus guanlingensis. Deze soort lijkt echter niet speciaal aan M. cornalianus verwant.

#### Mixosaurus panxianensis
In 2006 werd door Jiang, Schmitz, Hao en Sun een Mixosaurus panxianensis benoemd.
Mixosaurus panxianensis werd ontdekt in het Midden-Trias van de provincie Guizhou in China. De exemplaren zijn gevonden in de Guanling-formatie, die bestaat uit dungebedde bitumineuze kalksteen en mergel. De gevonden specimina hebben duidelijke mixosauride kenmerken, zoals een lange sagittale kam langs de bovenkant van de schedel, maar worden gezien als een andere soort omdat er geen extern contact is tussen het jugale en het quadratojugale. Er zijn in verband liggende skeletten gevonden en de centra van de wervels zijn hoger dan ze lang zijn. Dit is bewijs voor zijn overgangspositie tussen basale vroege ichthyosauriërs uit het Trias en meer afgeleide Jura en Krijt soorten, die schijfvormige cirkelvormige centra van de wervels hebben.
In 2010 werd dit het aparte geslacht Barracudasauroides.

#### Mixosaurus xindianensis
In 2010 benoemden Chen en Cheng een Mixosaurus xindianensis op basis van materiaal uit de prefectuur Puan in Guizhou. De soortaanduiding verwijst naar de vindplaats Xindian.

## Kenmerken

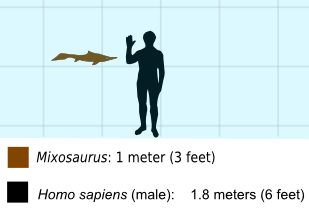
Mixosaurus cornalianus is een kleine soort

Mixosaurus cornalianus was een kleine ichthyosauriër die niet veel meer dan een meter lang werd. Een dier van die omvang kan zo weinig gewogen hebben als vier kilogram. De allergrootste exemplaren maten anderhalve meter.
Mixosaurus bezat een lange staart met een lage vin aan het uiteinde waarvan de onderste lob veel langer was, wat suggereert dat hij een langzame zwemmer was. De bovenste lob ligt boven de vijftiende tot en met drieëntwintigste staartwervel. Er is op 14 februari 2013 bij Besano direct fossiel bewijs gevonden voor zowel een staartvin als een rugvin voor richtingsstabiliteit in het water, in de vorm van de specimina BES SC 1000 en BES SC 1001. Zo'n vin gaat het rollen tegen. Mixosaurus is daarmee het oudste lid van de Amniota waarbij zo'n vin daadwerkelijk aangetoond kan worden. Deze exemplaren tonen ook huidresten. De huid was niet bedekt met schubben.
In de late negentiende eeuw was Mixosaurus een van de oudste bekende ichthyosauriërs. Hij speelde daarom de rol van een van de meest 'primitieve' vormen en werd zo in 1902 beschreven door Repossi. Nieuwe vondsten maakten later duidelijk dat er nog veel basalere soorten waren en dat Mixosaurus juist afgeleide kenmerken toonde en hierin een voorloper was van latere soorten. Daarbij had hij ook gespecialiseerde eigenschappen die uniek waren voor hemzelf.

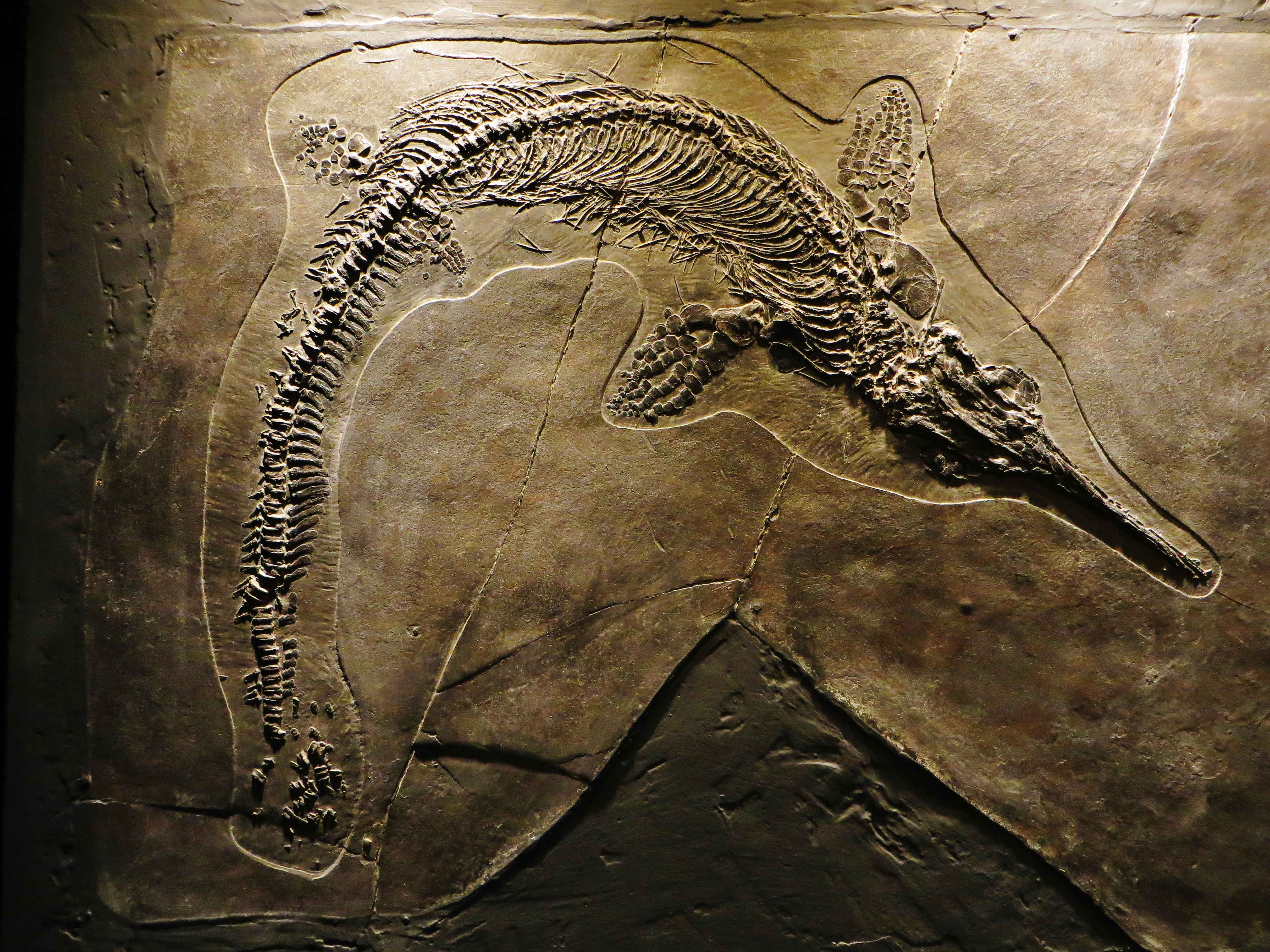
Mixosaurus heeft vijf vingers

Verschillende basale kenmerken waren echter aanwezig. De premaxilla heeft nog een processus postnarialis, het traanbeen van het neusgat dringend. Het neusbeen is nog niet veel langer dan het voorhoofdsbeen. De oogkassen hebben de vorm van een liggende ovaal in plaats van cirkelvormig te zijn. De stapes, het oorbot dat de trillingen overbrengt tussen het trommelvlies en het binnenoor, is nog vrij slank. De processus paroccipitales, de uitsteeksels op de zijden van het achterhoofd die de kop deden zwenken, zijn weliswaar verkort maar nog niet rudimentair. Het basisfenoïde in de hersenpan is nog een klein element, zij het met twee derden van de lengte van het parasfenoïde. Het proöticum raakt het achterhoofd nog. Er is nog een supratemporale, squamosum en quadratojugale aanwezig. Het quadratum steekt intern niet ver naar voren uit. De onderkaak heeft bovenop nog een apart coronoïde bot. Het sleutelbeen is nog robuust. De interclavicula is breed, zij het al driestralig. Het schouderblad is breed en laag. Het opperarmbeen heeft nog een groeve op de onderste voorkant, wellicht het restant van een fossa ectepicondylaris. In de pols heeft het intermedium een diepe inkeping, het restant van het foramen perforans van de hand. De voorste gewrichtsknobbel van het dijbeen is nog groter. Het kuitbeen buigt nog weg van het scheenbeen. Het vijfde middenvoetsbeen is nog bijna even groot als het eerste. De peddelachtige ledematen eindigden nog elk in vijf vingers of tenen, in tegenstelling tot de drie digiti die bij latere ichthyosauriërs worden aangetroffen.
Er zijn ook afgeleide kenmerken. De wandbeenderen dragen een schedelkam. Het wandbeen heeft een korte tak richting het supratemporale. De romp is al spoelvormig, niet zo langgerekt als bij voorbeeld Cymbospondylus of Besanosaurus. De schedel was ook vrij groot ten opzichte van de romp met een grote oogkas die een opvallende scleraalring bevatte. Opmerkelijk is dat elke teen meer individuele kootjes had dan gebruikelijk bij reptielen, dus hyperfalangie toonde, en de voorste ledematen langer waren dan de achterste ledematen, beide aanpassingen die typisch zijn voor latere ichthyosauriërs. Het vijfde onderste tarsale is al verloren gegaan. De vijfde teen is al sterk verkort.
Eigen, apomorfe, kenmerken van de mixosauriden zijn een lange middenkam die het neusbeen raakt, een voorste uitholling van het bovenste slaapvenster die het neusbeen raakt, een  praemaxilla die achteraan eindigt in een punt die nauwelijks een bijdrage levert aan het neusgat, een pterygoïde dat niet voor het verhemeltebeen uitsteekt, een gesloten fenestra interpterygoidea, het ontbreken van een processus subnarialis op de premaxilla, het bezit van een schedelkam, tanden waarvan het glazuur nauwelijks naar binnen rimpelt, hoge smalle doornuitsteeksels, middelste staartwervels die in hoogte toenemen, en een schaambeen dat tweemaal zo lang is als het zitbeen. Mixosaurus cornalianus onderscheidt zich speciaal door zeventien vrij kleine tanden en een lengtegroeve in het bovenkaaksbeen waar die tanden in staan. Het bovenkaaksbeen dringt het traanbeen van het neusgat dat klein en spleetvormig is.

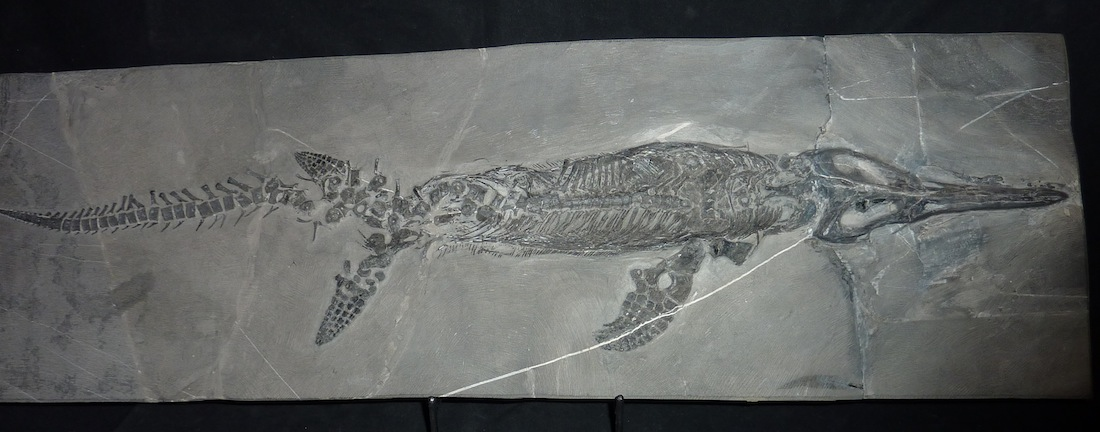
Dit exemplaar laat duidelijk de langwerpige uithollingen op het schedeldak zien

Het meest opvallende kenmerk van de mixosauriden zijn de enorme langwerpige uithollingen op de zijkanten van het schedeldak die tot aan de snuit doorlopen, gescheiden door een middenkam. Uithollingen rond de bovenste slaapvensters zijn normaal maar zulke lange beenplateaux zijn uniek. De kaken waren smal, met verschillende scherpe kegelvormige tanden, die ideaal zouden zijn geweest voor het vangen van vis. De voorste tanden waren puntig en stonden ver uit elkaar. De achterste tanden waren althans bij Sangiorgiosaurus kuhnschnyderi robuust en afgeschuind. Mixosaurus bezat ongeveer vijftig presacrale wervels (dus gelegen voor de bekkengordel), ongeveer twee keer zoveel als landbewonende Diapsida. Recente studies suggereren dat het geslacht Mixosaurus mogelijk dicht bij de kust of in een rifachtige habitat heeft gewoond omdat het meer compacter, sponsachtig bot in zijn ledematen had dan andere ichthyosauriërs. De ogen werden door een benen ring (scleraalring) ondersteund. Met zo'n ring wordt bij reptielen het oog gefocust.

## Vondsten
Vondsten van misosauriden zijn over de hele wereld gedaan: in het huidige Azië (China, Timor en Indonesië) en Noord-Amerika (Alaska, Canada en Nevada), alsook in de Spitsbergen-archipel (Spitsbergen en Edgeøya).

## Fylogenie
De afgelopen jaren is de taxonomie en fylogenie van mixosauride ichthyosauriërs een controversieel onderwerp geweest. De Mixosauridae, door Baur benoemd in 1887, zijn daarbij gescheiden in een Mixosaurinae en een zustergroep Phalarondontinae. Mixosaurus met M. cornalianus, M. kuhnschnyderi en M. panxianensis, Phalarodon bevat P. fraasi, P. callawayi en P. atavus. Mixosauriden worden gekenmerkt door een relatief korte en brede humerus en Phalarodon wordt gekenmerkt door het ontbreken van een tandgroef in het bovenkaaksbeen. Phalarodon-fossielen zijn te vinden in elke grote Mixosaurus-locatie. Mixosauridensoorten die als een nomen dubium werden aangewezen, wat betekent dat hun beschrijving onvoldoende was om ze afdoende als soort te onderscheiden, zijn M. maotaiensis, M. helveticus, M. timorensis, M. major, M. timorensis en M. nordenskioeldii. Er werd gesuggereerd dat Tholodus schmidi zou moeten worden opgenomen in de Mixosauridae, maar daar is alleen tandmateriaal van gevonden, dus het is problematisch om het eenduidig aan een geslacht toe te wijzen.
Het volgende cladogram is gebaseerd op Motani (1999), Maisch en Matzke (2000) en Jiang, Schmitz, Hao & Sun (2006), met clade- en generieke namen volgens Maisch (2010).
|  | Barracudasauroides                                                                  |
|  |                                                                                     |
|  | \| \| Mixosaurus cornalianus \| \| \| \| \| \| Mixosaurus kuhnschnyderi \| \| \| \| |
|  |                                                                                     |
|  | Mixosaurus cornalianus                                                              |
|  |                                                                                     |
|  | Mixosaurus kuhnschnyderi                                                            |
|  |                                                                                     |

|  | Mixosaurus cornalianus   |
|  |                          |
|  | Mixosaurus kuhnschnyderi |
|  |                          |

|  | Contectopalatus                                                            |
|  |                                                                            |
|  | \| \| Phalarodon callawayi \| \| \| \| \| \| Phalarodon fraasi \| \| \| \| |
|  |                                                                            |
|  | Phalarodon callawayi                                                       |
|  |                                                                            |
|  | Phalarodon fraasi                                                          |
|  |                                                                            |

|  | Phalarodon callawayi |
|  |                      |
|  | Phalarodon fraasi    |
|  |                      |

|  | Barracudasauroides                                                                  |
|  |                                                                                     |
|  | \| \| Mixosaurus cornalianus \| \| \| \| \| \| Mixosaurus kuhnschnyderi \| \| \| \| |
|  |                                                                                     |
|  | Mixosaurus cornalianus                                                              |
|  |                                                                                     |
|  | Mixosaurus kuhnschnyderi                                                            |
|  |                                                                                     |

|  | Mixosaurus cornalianus   |
|  |                          |
|  | Mixosaurus kuhnschnyderi |
|  |                          |

|  | Contectopalatus                                                            |
|  |                                                                            |
|  | \| \| Phalarodon callawayi \| \| \| \| \| \| Phalarodon fraasi \| \| \| \| |
|  |                                                                            |
|  | Phalarodon callawayi                                                       |
|  |                                                                            |
|  | Phalarodon fraasi                                                          |
|  |                                                                            |

|  | Phalarodon callawayi |
|  |                      |
|  | Phalarodon fraasi    |
|  |                      |

|  | Barracudasauroides                                                                  |
|  |                                                                                     |
|  | \| \| Mixosaurus cornalianus \| \| \| \| \| \| Mixosaurus kuhnschnyderi \| \| \| \| |
|  |                                                                                     |
|  | Mixosaurus cornalianus                                                              |
|  |                                                                                     |
|  | Mixosaurus kuhnschnyderi                                                            |
|  |                                                                                     |

|  | Mixosaurus cornalianus   |
|  |                          |
|  | Mixosaurus kuhnschnyderi |
|  |                          |

|  | Contectopalatus                                                            |
|  |                                                                            |
|  | \| \| Phalarodon callawayi \| \| \| \| \| \| Phalarodon fraasi \| \| \| \| |
|  |                                                                            |
|  | Phalarodon callawayi                                                       |
|  |                                                                            |
|  | Phalarodon fraasi                                                          |
|  |                                                                            |

|  | Phalarodon callawayi |
|  |                      |
|  | Phalarodon fraasi    |
|  |                      |

|  | Barracudasauroides                                                                  |
|  |                                                                                     |
|  | \| \| Mixosaurus cornalianus \| \| \| \| \| \| Mixosaurus kuhnschnyderi \| \| \| \| |
|  |                                                                                     |
|  | Mixosaurus cornalianus                                                              |
|  |                                                                                     |
|  | Mixosaurus kuhnschnyderi                                                            |
|  |                                                                                     |

|  | Mixosaurus cornalianus   |
|  |                          |
|  | Mixosaurus kuhnschnyderi |
|  |                          |

|  | Contectopalatus                                                            |
|  |                                                                            |
|  | \| \| Phalarodon callawayi \| \| \| \| \| \| Phalarodon fraasi \| \| \| \| |
|  |                                                                            |
|  | Phalarodon callawayi                                                       |
|  |                                                                            |
|  | Phalarodon fraasi                                                          |
|  |                                                                            |

|  | Phalarodon callawayi |
|  |                      |
|  | Phalarodon fraasi    |
|  |                      |

## Levenswijze
Mixosaurus leefde vermoedelijk vooral in ondiepe kustwateren. Het sponsachtig bot, zonder door pachyosteosis verdicht en verzwaard te zijn, leidde misschien tot een positief drijfvermogen, wat het moelijker gemaakt zou hebben te duiken. Daar staat weer tegenover dat de grote ogen wijzen op een vermogen ook op grotere diepte te kunnen jagen. Het zou echter kunnen dat dit een aanpassing was aan slechte zichtomstandigheden in modderig ondiep water. Deze gebruikelijke interpretatie past toch weer slecht bij een ander gegeven: de meer afgeleide bouw met een spitse snuit, korte nek en een compacte romp. De wervels waren ook tamelijk verkort. Dat kan betekenen dat de voortbeweging niet meer anguilliform, of aalachtig, was met golvingen van het hele lichaam, doch dat de voornaamste stuwkracht door de staart geleverd werd. Die was dan wel te lang om een heel krachtige slag opgeleverd te kunnen hebben. Dat de maximumsnelheid echter niet al te laag lag, wordt bewezen door de structuur van de rugvin. Die was opgebouwd uit haaks op elkaar staande bindweefselvezels wat de vin zeer stijf maakte, zodat hij niet vervormde onder een hoge zwemsnelheid.
De darminhoud van sommige exemplaren toont de resten van vissen en vooral inktvissen. De Besanoformatie is befaamd om haar rijke visfauna. Het is gezien de lange staart onwaarschijnlijk dat alleen jacht gemaakt werd op snelle prooien. Anders dan vissen moesten ichthyosauriërs ook regelmatig voor een korte tijd aan de oppervlakte komen om te ademen. Mixosaurus kuhnschnyderi was meer een generalist die ook schelpdieren kon eten. Daarop wijzen de robuustere achterste tanden die prooien konden kraken. De scherpe voorste tanden konden glibberige prooien grijpen.
Zoals vermoedelijk alle ichthyosauriërs was Mixosaurus levendbarend. Een in 1988 beschreven wijfje met embryo's in de collectie van de Universiteit van Zürich, specimen T4830, was indertijd het geologisch oudste bewijs voor viviparie bij de groep. Kennelijk werden meerdere jongen in korte opeenvolging gebaard, met de kop naar voren.